# Epizoanthus tubae
Epizoanthus tubae is een Zoanthideasoort uit de familie van de Epizoanthidae. De wetenschappelijke naam van de soort is voor het eerst geldig gepubliceerd in 1938 door Carlgren.